# Pente
Um pente é uma ferramenta que consiste em um eixo que contém uma fileira de dentes para puxar o cabelo para limpá-lo, desembaraçá-lo ou estilizá-lo. Os pentes são usados desde os tempos pré-históricos, tendo sido descobertos em formas muito refinadas em assentamentos que datam de cinco mil anos atrás na Pérsia.
Pentes de tecelagem feitos de osso de baleia que datam da Idade do Ferro média e tardia foram encontrados em escavações arqueológicas em Órcades e Somerset.

## Descrição
Os pentes consistem em um eixo e dentes que são colocados em um ângulo perpendicular ao eixo. Os pentes podem ser feitos de vários materiais, mais comumente plástico, metal ou madeira. Na antiguidade, chifre e osso de baleia eram usados às vezes. Pentes feitos de marfim e carapaça de tartaruga já foram comuns, mas as preocupações com os animais que os produzem reduziram seu uso. Os pentes de madeira são em grande parte feitos de buxo, cerejeira ou outra madeira de grão fino. Os pentes de madeira de boa qualidade são geralmente feitos à mão e polidos.
Os pentes vêm em várias formas e tamanhos, dependendo para o que são usados. Um pente de cabeleireiro pode ter um cabo fino e cônico para separar o cabelo e fechar os dentes. Os pentes de cabelo comuns geralmente têm dentes mais largos na metade e dentes mais finos para o resto do pente. Os pentes quentes foram usados apenas para alisar o cabelo durante a era colonial na América do Norte.
Uma escova de cabelo vem em modelos manuais e elétricos. É maior que um pente e também é comumente usado para modelar e limpar o cabelo. Uma combinação de pente e escova de cabelo foi patenteada no século XIX.